# Elmer J. Hoffman

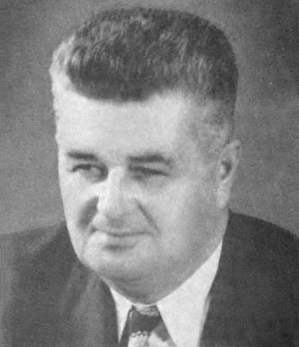
Elmer J. Hoffman

Elmer Joseph Hoffman (* 7. Juli 1899 bei Wheaton, Illinois; † 25. Juni 1976 ebenda) war ein US-amerikanischer Politiker. Von 1959 bis 1965 vertrat er den Bundesstaat Illinois im US-Repräsentantenhaus.

## Werdegang
Elmer Hoffman besuchte die öffentlichen Schulen seiner Heimat. Während des Ersten Weltkrieges diente er in einer Artillerieeinheit der US Army, die in Frankreich eingesetzt war. Danach half er seinem Vater bei der Bewirtschaftung von dessen Farm. Gleichzeitig betrieb er von 1919 bis 1930 eine eigene LKW-Speditionsfirma. Von 1930 bis 1938 arbeitete er als Polizist im DuPage County. Von 1939 bis 1950 war er dort als Polizeichef (Sheriff), zeitweise auch als stellvertretender Polizeichef tätig. Im Jahr 1951 arbeitete er in der Verwaltung am Nachlassgericht im DuPage County. Von 1952 bis 1959 war er State Treasurer von Illinois. Politisch war er Mitglied der Republikanischen Partei.
Bei den Kongresswahlen des Jahres 1958 wurde Hoffman im 14. Wahlbezirk von Illinois in das US-Repräsentantenhaus in Washington, D.C. gewählt, wo er am 3. Januar 1959 die Nachfolge des verstorbenen Russell W. Keeney antrat. Zweimal wiedergewählt absolvierte er bis zum 3. Januar 1965 drei Legislaturperioden im Kongress. Diese waren von den Ereignissen der Bürgerrechtsbewegung und des beginnenden Vietnamkrieges geprägt. Im Jahr 1964 verzichtete er auf eine weitere Kandidatur.
Nach dem Ende seiner Zeit im US-Repräsentantenhaus trat Hoffman politisch nicht mehr in Erscheinung. Er starb am 25. Juni 1976 in Wheaton, wo er auch beigesetzt wurde.